# Kazimierz Frelkiewicz
Kazimierz Frelkiewicz (nacido el 20 de febrero de 1940 en Pogrzybów, Polonia) es un exjugador polaco de baloncesto. Consiguió 3 medallas en competiciones internacionales con Polonia.